# Ратзвиллер
Ратзвиллер (фр. Ratzwiller) — коммуна на северо-востоке Франции в регионе Гранд-Эст (бывший Эльзас — Шампань — Арденны — Лотарингия), департамент Нижний Рейн, округ Саверн, кантон Ингвиллер. До марта 2015 года коммуна административно входила в состав упразднённого кантона Сар-Юньон (округ Саверн).
Площадь коммуны — 8,72 км², население — 253 человека (2006) с тенденцией к стабилизации: 253 человека (2013), плотность населения — 29,0 чел/км².

## Население
Население коммуны в 2011 году составляло 249 человек, в 2012 году — 253 человека, а в 2013-м — 253 человека.
| 1962 | 1968 | 1975 | 1982 | 1990 | 1999 | 2006 | 2008 | 2011 | 2012 | 2013 |
| ---- | ---- | ---- | ---- | ---- | ---- | ---- | ---- | ---- | ---- | ---- |
| 288  | 271  | 244  | 230  | 278  | 271  | 253  | 252  | 249  | 253  | 253  |

Динамика населения:

## Экономика
В 2010 году из 178 человек трудоспособного возраста (от 15 до 64 лет) 132 были экономически активными, 46 — неактивными (показатель активности 74,2 %, в 1999 году — 74,3 %). Из 132 активных трудоспособных жителей работали 119 человек (70 мужчин и 49 женщин), 13 числились безработными (6 мужчин и 7 женщин). Среди 46 трудоспособных неактивных граждан 10 были учениками либо студентами, 20 — пенсионерами, а ещё 16 — были неактивны в силу других причин.